# Château de Taki
Le château de Taki (滝の城, Taki-no-jō, litt. « château de la cascade ») est un château de plaine dont les ruines se trouvent à Tokorozawa, préfecture de Saitama au Japon. Il était situé sur une route essentielle entre le nord de la région de Kantō et Hachiōji.
La structure la plus récente a été construite au XVe siècle par Sadahisa Ōishi et perdura durant l'époque Sengoku du XVIe siècle de l'histoire japonaise. En 1546, le clan Hojo d'Odawara en prit possession et, en 1569, la propriété passa au clan Takeda.
Après 1590, le château fut abandonné, ayant perdu son utilité première, en même temps qu'arrivait Tokugawa Ieyasu dans la région.
Le château est à présent une ruine, avec des preuves archéologiques sûres des fondations d'un certain nombre de bâtiments ainsi qu'une douve à sec. Le nom du château, « Taki-no-jō », qui signifie « chute d'eau », provient d'une cascade qui existe sur la partie orientale du parc du château. Sur le site se trouve à présent un parc appelé Taki-no-jō (滝の城址公園, Taki-no-jō-shi kōen).

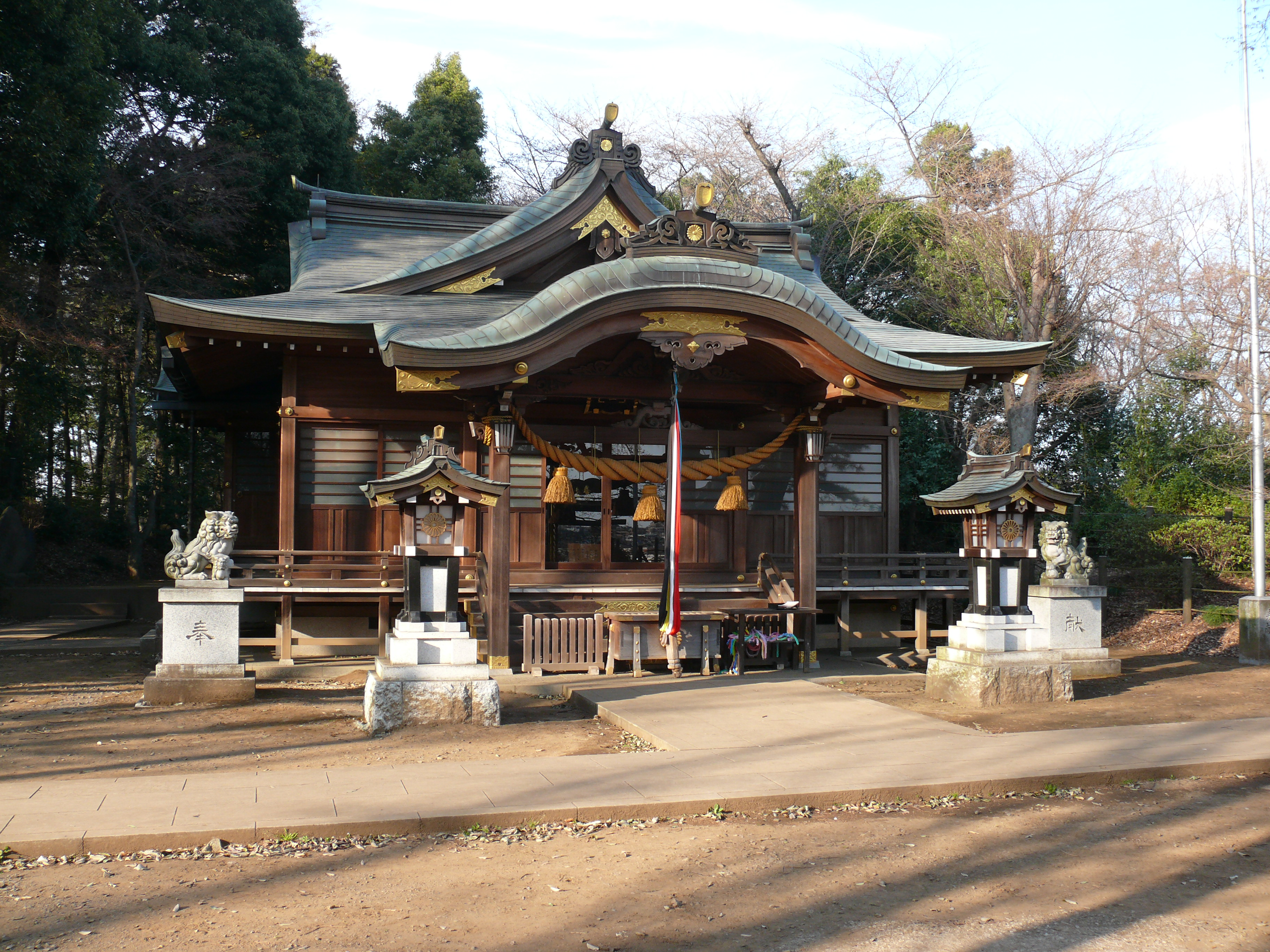
Sanctuaire au sommet. Site de la principale citadelle honmaru.
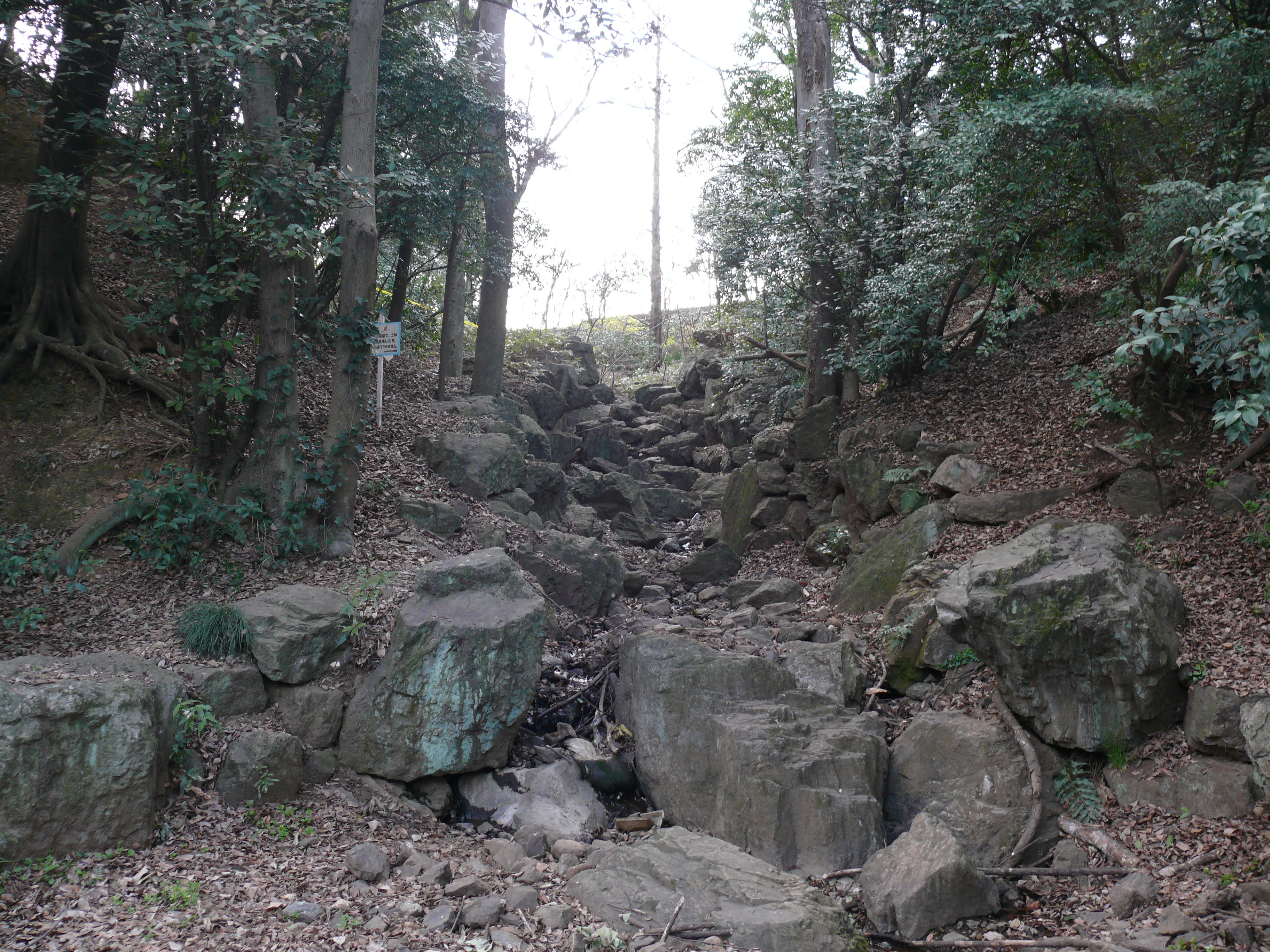
Ruisseau et cascade qui ont donné son nom au château.